# Гері Кілдалл
Ге́рі А́рлен Кі́лдалл (англ. Gary Arlen Kildall; 19 травня 1942, Сіетл, Вашингтон, США — 11 липня 1994, Монтерей, Каліфорнія, США) — програміст і підприємець, автор операційної системи CP/M та засновник компанії «Digital Research, Inc.» (DRI). Кілдалл був одним з перших, хто побачив потенціал мікропроцесорів не лише як контролерів обладнання, але і як важливу складову потужного персонального комп'ютера. Кілдалл вважається першою людиною, яка додумалась продавати програмне забезпечення окремо від комп'ютера.

## Біографія

### Молоді роки
Гері Кілдалл народився і виріс у Сіетлі, штат Вашингтон у родині потомків емігрантів із Швеції та Норвегії Джозефа та Емми Кілдалл. Батьки були потомственими викладачами. Ще дідусь Кілдалл заснував сімейне підприємство: приватний вищий навчальний заклад, який готував фахівців з морської навігації. Вищу освіту Гері здобував в Університеті штату Вашингтон, плануючи стати викладачем математики, але по мірі навчання серйозно зацікавився комп'ютерними технологіями. Після здобуття ступеня магістра за комп'ютерним профілем та будучи у флотському резерві він виконав обов'язок перед ВМС США і, пройшовши курс підготовки у школі молодих офіцерів, пішов на викладацьку роботу у Вищу школу військово-морського флоту (англ. Naval Postgraduate School, NPS) в Монтереї, Каліфорнія.
Після закінчення терміну строкової служби Кілдалл повертається до Університету штату Вашингтон де здобуває докторський ступінь з інформатики у 1972 році, та продовжує викладацьку діяльність у Вищій школі військово-морського флоту. У 1973 році він опублікував статтю, в якій представив теорію аналізу потоку даних, яка використовується і сьогодні в оптимізувальних компіляторах. Продовжував експериментувати з мікрокомп'ютерами та з новітніми на той час технологіями гнучких дисків.

### Перші успіхи у програмуванні
Перебуваючи у Монтереї, що знаходиться неподалік від Кремнієвої долини Гері Кілдалл намагався бути і в курсі всіх технічних новинок. Він влаштувався підробляти консультантом в компанію Intel. Особливу увагу Гері привернула передова на той час розробка цієї компанії — мікропроцесор Intel 4004: на його переконання, саме такому роду пристроїв належало майбутнє. У вільний від читання лекцій час, спорудивши в підсобці своєї аудиторії мало не першу в світі мікрокомп'ютерну лабораторію, Кілдалл написав емулятор цього процесора для університетського мейнфрейма і всерйоз захопився програмуванням. Результатом його праці стала мова програмування PL/M (англ. Programming Language for Microcomputers — мова програмування для мікрокомп'ютерів) — перша високорівнева мова, призначена для комп'ютерів на основі мікропроцесора.
Згодом, у 1973 році, на мові PL/M Гері розробив операційну систему (ОС) CP/M (англ. Control Program for Microcomputers) для мікрокомп'ютерів.
Він того ж року створив версію CP/M, яка підтримувала роботу 8-бітового процесора Intel 8008 з дисководом для гнучких магнітних дисків від великих ЕОМ, що дало можливість вперше інтегрувати усі основні компоненти комп'ютера у форматі мікрокомп'ютера. Він продемонстрував роботу CP/M представникам Intel, але компанія не проявила великого інтересу до операційної системи віддавши перевагу використанню мови PL/M.

### CP/M

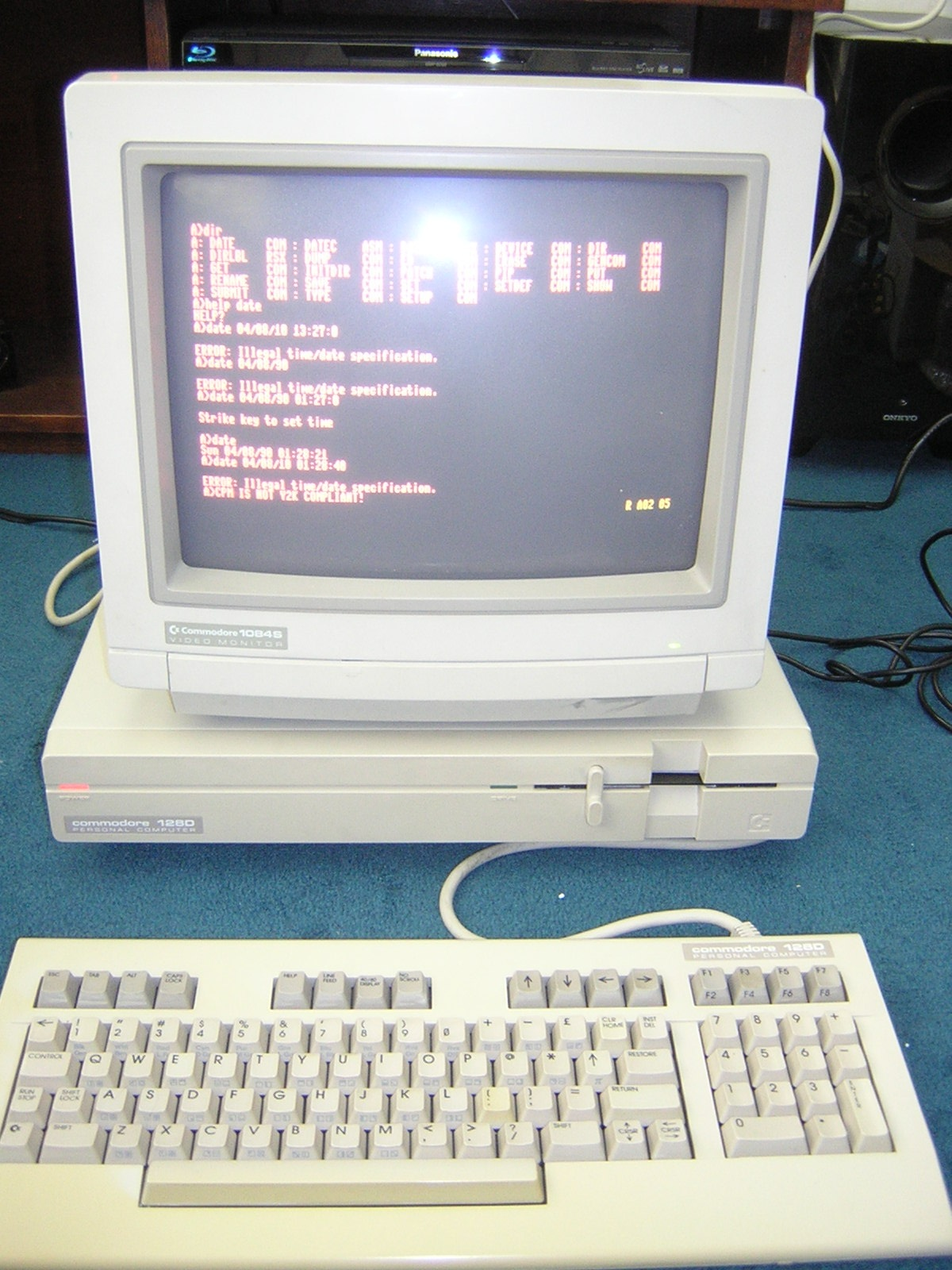
Персональний комп'ютер під ОС CP/M (1986)

У 1974 році Гері, покинувши професорську посаду, з дружиною Дороті Макевен заснували компанію «Intergalactic Digital Research» (пізніше «Digital Research, Inc» або DRI) для просування й подальшої розробки операційної системи CP/M та продуктів, пов'язаних з нею. Операційна система призначалася роботи 8-бітових ПК с файловою системою на гнучкому диску: число підключених дисководів могло сягати 16-ти, — не рахуючи принтера чи модема, — а оперативної пам'яті для роботи CP/M вимагалось усього 20 кбайт.
Певні труднощі полягали у тому, що на момент створення CP/M ніяких «мікрокомп'ютерів», в широкому комерційному сенсі, ще не існувало. Так що, незважаючи на створення компанії, розробка ОС виявлялася для Кілдалл швидше хобі, ніж бізнесом, — продавати свій продукт йому вдавалося хіба що поштучно, таким же ентузіастам як і він. Однак незабаром почали з'явитися і перші персональні комп'ютери (ПК). Уже в 1976 році один із колишніх колег Кілдалла по викладацькій роботі, Гленн Евінг, умовив Гері адаптувати його операційну систему для моделі ПК IMSAI 8080 на базі мікропроцесора Intel 8080. Кілдалл, правда, зовсім не горів бажанням переписувати весь код своєї ОС під нову платформу — але рішення, знайдене ним спільно з Евінгом, було простим і елегантним. Тоді як все комп'ютерне програмне забезпечення до цього було орієнтоване на певну апаратну конфігурацію, в CP/M Гері відділив апаратно-залежну частину коду від решти програми — і переробив для IMSAI 8080 лише цю першу, яка в результаті отримала назву «Базової системи введення/виведення», або скорочено BIOS. В результаті були закладені основи використання стороннього ПЗ на різноманітних платформах — а «Digital Research Inc.» уклала свій перший ліцензійний контракт на суму 25 тис. дол.
Після виходу CP/M для IMSAI 8080 справи компанії пішли стрімко вгору, а Гері Кілдалл, який у свій час роздумував, чи не продати увесь бізнес за пропоновані йому 70 тис. дол. та повернутися до улюбленого викладання, почав випускати свою ОС під усе нові й нові платформи. До 1981 року операційна система від «Digital Research Inc.» досягла піку своєї популярності: річний дохід компанії становив $ 5,4 млн, CP/M працювала на понад 200 тис. ПК, причому число різних апаратних конфігурацій серед них сягало 3000 — серед них були і «Altair 8800», і британський «Amstrad PCW», і портативні моделі «Kaypro» та «Osborne 1». Постійно зростала і кількість стороннього ПЗ, що працювало під ОС Кілдалла, ігри у тому числі.

### Співпраця з IBM
Компанія IBM у 1980 році, очолювана тоді Джоном Опелем, за рекомендацією Білла Гейтса звернулась до «Digital Research Inc.», з пропозицією вироблення домовленостей щодо придбання майбутньої версії CP/M, адаптованої до 16-бітного процесора Intel 8086, під назвою CP/M-86 для встановлення на IBM PC. Як зазвичай, Гері доручив провести переговори дружині Дороті, а він разом із колегою та розробником MP/M (багатокористувацької версії CP/M) Томом Роландером вилетіли на приватному літаку для доставки програмного забезпечення Білу Годбауту виробнику комп'ютерного обладнання. Перш ніж пояснити мету свого візиту, представники IBM наполягали на тому, щоб Дороті підписала угоду про нерозголошення. Дороті за порадою адвоката своєї компанії відмовилася підписувати цю угоду без погодження з Гері. Гері повернувся з поїздки у другій половині дня та спробував перенести дискусію з представниками IBM на пізніші терміни, але з врахуванням його відмови підписувати угоду про нерозголошення у тому числі й самого факту зустрічі з представниками IBM.
Дві компанії не змогли досягти домовленостей. «Digital Research Inc.», у якої було на ринку лише декілька програмних продуктів, можливо, не бажала продавати компанії IBM свій основний продукт за одноразову оплату, а не на умовах роялті. Дороті можливо вважала, що компанія не зможе випустити CP/M-86 за запропонованим IBM графіком, оскільки вони були зайняті розробкою та запровадженням мови програмування PL/I для компанії «Data General». Також, можливо, представники IBM могли бути роздратовані тим, що «Digital Research Inc.» витрачала години на те, що вони вважали звичайною формальністю. За словами Кілдалла, представники IBM тієї ж ночі летіли тим же рейсом до Флориди, куди він та Дороті прямували у відпустку, й вони досягли взаємної домовленості та потисли руки один одному під час польоту. Провідний переговорник IBM Джек Самс наполягав на тому, що він ніколи не зустрічався з Гері, і один його колега з IBM підтвердив, що Самс так стверджував у той час. Він допускав, що хтось із його групи, можливо, летів тим же рейсом, але відзначав, що він повернувся до Сіетла, щоби знову продовжити розмову з представниками «Microsoft».
Джек Самс пов'язує цю історію з Біллом Гейтсом, який на той час уже погодився надати інтерпретатор BASIC та декілька інших програм для ПК. На думку Гейтса результат цієї історії полягав в тому, як він згодом сказав журналістам, що Гері примхливо «пролетів» (Gary capriciously «went flying»). Самс отримав завдання від Гейтса відшукати роботоздатну операційну систему, і через декілька тижнів він запропонував використати операційну систему повний аналог CP/M — QDOS (англ. Quick and Dirty Operating System) від компанії «Seattle Computer Products», код якої було написано програмістом Тімом Патерсоном незалежно від розробників CP/M. На основі укладеної угоди з «Seattle Computer Products» «Microsoft» отримав ліцензію на адаптовану під комп'ютери з 16-бітовим мікропроцесором Intel 8086 операційну систему QDOS із зміною назви на 86-DOS. Ця операційна система також встановлювалась під назвою IBM PC DOS у різних версіях з 1981 року і аж до початку 2000-х на комп'ютерах, що випускались компанією IBM.
Кілдалл дістав копію PC DOS, дослідив її та дійшов висновку, що вона порушує його авторське право на CP/M. Коли він звернувся до адвоката своєї компанії щодо правових варіантів захисту своїх прав, той відповів йому, що закон про інтелектуальну власність щодо програмного забезпечення недостатньо чіткий, щоб подати позов. Натомість Кілдалл лише погрожував IBM юридичними діями, а IBM висунула пропозицію опційно оснащувати ПК CP/M-86 як відповідь на звільнення від відповідальності. Кілдалл погодився, вважаючи, що нова система IBM (як і її попередні персональні комп'ютери) не будуть мати суттєвого комерційного успіху. Коли було представлено комп'ютер IBM PC, компанія IBM продавала операційну систему як опцію, що не входить в комплект. Одним із варіантів такої операційної системи була PC DOS, ціна якої становила 40 доларів США. PC DOS стала розглядатись як практично необхідний варіант системного оснащення ПК; більшість найменувань програмного забезпечення вимагали цього, і без неї IBM PC обмежувався би вбудованим інтерпретатором Cassette BASIC. CP/M-86, яка надійшла у продаж на декілька місяців пізніше, мала у шестеро раз вищу ціну ($240) продавалась значно гірше та підтримувала роботу меншої кількості програмного забезпечення.
До середини 1980-х MS-DOS від «Microsoft» стала уже практично стандартом індустрії ПК. У 1987 році «Digital Research» визнала свою поразку, випустивши DR DOS — власну Microsoft-сумісну ОС, однак, і цей продукт комерційний успіх не супроводжував.

### Останні роки життя
Чотири роки по тому втомлений від бізнесу та розлучившись з дружиною Гері Кілдалл продав свою компанію «Novell» за цілком пристойну суму у 120 млн дол., після чого став проводити більшу частину часу в Техасі, зі своїм улюбленим літаком, — хоча займався він і допомогою ВІЛ-інфікованим дітям. Кілдалл відомий також роботами по реалізації мови LOGO (навчального діалекту Lisp), підтримкою телевізійного серіалу про персональні комп'ютери, а також випуском першої комп'ютерної енциклопедії на CD-ROM під назвою «The Electronic Encyclopedia».
Гері Кілдалл раптово помер 11 липня 1994 року отримавши за три дні перед тим травму голови за нез'ясованих обставин в одному з барів Монтерея .
Уже після смерті Кілдалла відбувся цікавий судовий процес між компанією Caldera, що в 1996 році викупила у Novell спадок Digital Research Inc., і Microsoft, яка звинувачувалась в монополізмі та у використанні нечесних прийомів у боротьбі з конкурентами, такими як DR DOS. Попереднє рішення судді було винесено на користь позивача — було навіть визнано певну перевагу ОС Кілдалла, що залишилася нереалізованою через маркетингові хитрощі компанії Білла Гейтса. У 2000 році між сторонами було досягнуто мирової угоди, і Microsoft погодилася виплатити 150 млн дол. — з умовою знищення усіх документів, пов'язаних зі справою.